# Туркменский театр оперы и балета
Туркменский театр оперы и балета — государственный театр оперы и балета в Ашхабаде, основан в 1941 году. С 1956 года носил имя туркменского поэта и философа — Махтумкули. Располагался на перекрёстке улиц Энгельса (Азади) и Карла Либхнета, возле Русского базара.
В 2001 году был ликвидирован по инициативе президента Туркменистана Сапармурата Ниязова, здание снесено. Вместо него был создан Национальный музыкально-драматический театр имени Махтумкули.

## История
Туркменский театр оперы и балета был открыт в 1941 в Ашхабаде. Был создан на базе оперной студии с вокальным и балетным отделениями, основанной в 1937 году. В 1941 году была поставлена первая национальная опера «Судьба бахши» композитор Георгий Ноевич Кахиани, либретто Тамары Валериановны фон Адеркас. С 1956 назван именем Махтумкули. Активное участие в развитии театра принимали известные туркменские композиторы Вели Мухатов, Ашир Кулиев, Дангатар Овезов.
В 1955 году театр был награждён орденом Трудового Красного Знамени.
В 1960 — начале 1970-х годов основное внимание театр уделял национальному репертуару. Наряду со старшим поколением над музыкально-сценическими произведениями активно работали молодые туркменские композиторы. На сцене театра шли национальные оперы — «Махтумкули» (1962) Юлия Мейтуса, «Сона» (1964) и «Тревожная ночь» (1969) Агаджикова, «Пламенные сердца» Нурыева (1974). Балеты — «Чудесный лекарь» Равича и Н. Мухатова (1960), «Гибель Суховея» (1967) Нурымова, «Счастье» К. Кулиева (1970), «Фирюза» Агаджикова (1974), «Сердце, найденное в песках» Ашира Кулиева (1975). Событием в музыкальной жизни Туркменской ССР стала постановка оперы Вели Мухатова «Конец кровавого водораздела» (1967).
В 2001 году Сапармурат Туркменбаши упразднил балет, а также оперу. «Я не понимаю балет, — заметил он. — Зачем он мне? …Нельзя привить туркменам любовь к балету, если у них в крови его нет». Вместо Туркменского театра оперы и балета был создан Национальный музыкально-драматический театр имени Махтумкули.